# Dasyvalgus proximus
Dasyvalgus proximus är en skalbaggsart som beskrevs av Ricchiardi 1994. Dasyvalgus proximus ingår i släktet Dasyvalgus och familjen Cetoniidae. Inga underarter finns listade i Catalogue of Life.